# Aéroport de Phitsanulok
L'aéroport de Phitsanulok (thaï : ท่าอากาศยานพิษณุโลก) (code IATA : PHS • code OACI : VTPP) est un aéroport desservant Phitsanulok, une ville dans la Province de Phitsanulok, en Thaïlande. L'aéroport est au sud du centre-ville.

## Divers

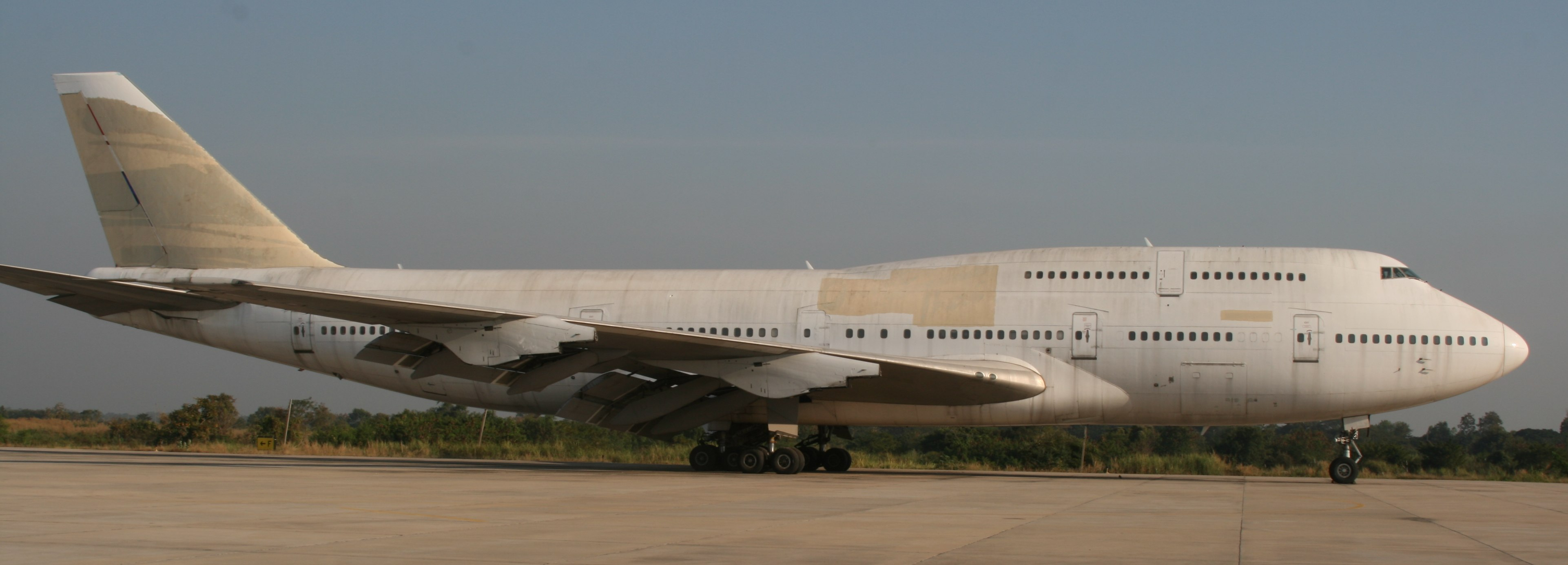
L'un des deux Orient Thai Boeing 747 à l'Aéroport de Phitsanulok.

## Situation
| \| 100 km1:12 067 000 \| Buriram Chiang · Mai Chiang · Rai Chumphon Bangkok- · Don Mueang Bangkok- · Suvarnabhumi Hat Yai Hua Hin Khon Kaen Ko Pha Ngan Krabi Lampang Loei Mae Hong · Son Mae Sot Nakhon · Phanom Nakhon Si Thammarat Nan Nakhon Narathiwat Pai Phitsanulok Phrae Phuket Ranong Roi Et Sakon · Nakhon Ko Samui Sukhothai Surat Thani Trang Trat Pattaya Ubon · Ratchathani Udon Thani |
| 100 km1:12 067 000 |

## Statistiques
Pour des raisons techniques, il est temporairement impossible d'afficher le graphique qui aurait dû être présenté ici.

Voir la requête brute et les sources sur Wikidata.

## Compagnies aériennes et destinations
| Compagnies    | Destinations      |
| ------------- | ----------------- |
| Nok Air       | Bangkok-Don Muang |
| Thai AirAsia  | Bangkok-Don Muang |
| Thai Lion Air | Bangkok-Don Muang |

Édité le 11/07/2018